# 貞姬
貞姬，春秋时期楚国人，白公胜之妻。
白公勝败死，其妻紡績不嫁。吳王夫差听说她美丽而且有品行，派大夫拿着金百鎰、白璧一雙来聘娶，以輜軿三十乘来迎亲，將立為夫人。她推辞说：「白公活着的時候，我有幸得充後宮，執箕帚，掌衣履，拂枕席。白公不幸而死，我願守其墓，以終天年。现在吴王賜金璧来聘。夫人之位，不是愚妾可以得聞的。棄義從欲，是污。見利忘死，是貪。貪污之人，吳王用来干什么呢。我听说：『忠臣不借人以力，貞女不假人以色。』豈是只有事奉活人如此，对於死者亦然。我既不仁，不能從夫君而死，今又改嫁，不也太过分了吗。」于是辭聘而不行。吳王以她守節有義为賢，称她为楚貞姬。